# Caridina natalensis
Caridina natalensis е вид десетоного от семейство Atyidae. Видът не е застрашен от изчезване.

## Разпространение и местообитание
Разпространен е в Мадагаскар и Южна Африка (Квазулу-Натал).
Обитава сладководни басейни и реки.